# Konversionspfad-Analyse

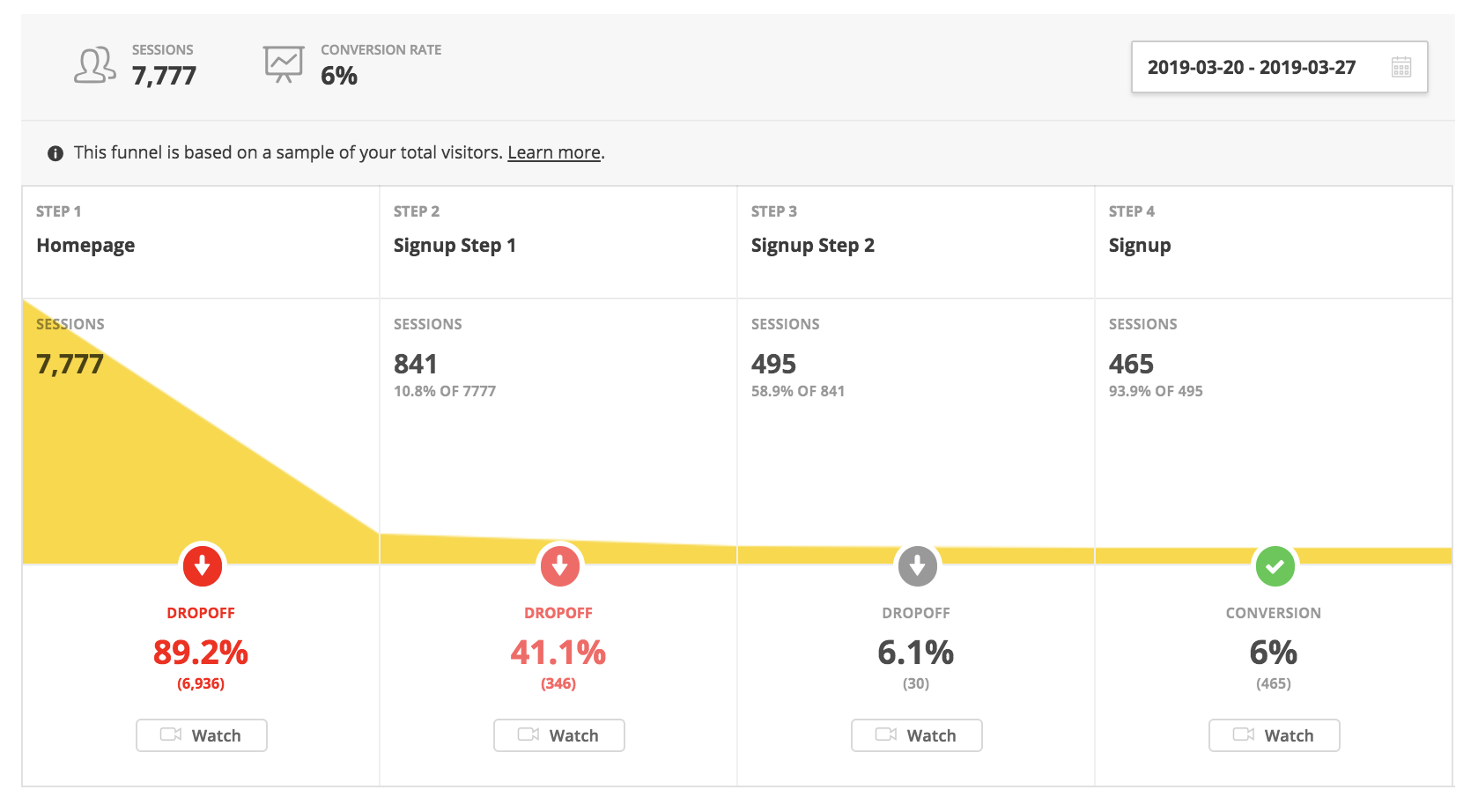
Beispiel einer Konversionspfad-Analyse

Die Konversionspfad-Analyse oder Trichter-Analyse (eng. funnel analysis) umfasst die Zuordnung und Analyse einer Reihe von Ereignissen, die zu einem definierten Ziel führen, z. B. den Verlauf von der Werbung zum Kauf in der Online-Werbung oder der Ablauf, der mit der Benutzerbindung in einer Mobile App beginnt und in einem Verkauf auf einer E-Commerce-Plattform endet. Konversionspfad-Analysen sind eine effektive Möglichkeit, Konversionsraten für ein bestimmtes Nutzerverhalten zu berechnen. Dies kann in Form eines Verkaufs, einer Registrierung oder einer anderen beabsichtigten Handlung durch ein Publikum erfolgen.
Der Begriff Trichter-Analyse kommt aus der Analogie mit einem physischen Küchen- oder Garagentrichter, der entlang seiner Länge schmaler wird und weniger Volumen durchlässt. Ebenso hilft ein Analysetrichter, zu visualisieren, wie eine große Anzahl von Personen in den Trichter gelangen, jedoch nur ein kleiner Teil von ihnen die beabsichtigten Aktionen durchführt und das gewünschten Ziel auf einer Website, E-Commerce-Plattform, Anwendung oder einem Online-Spiel erreicht.

## Praktische Anwendungen
Die Konversionspfad-Analyse kann verwendet werden, um die Konversionsraten und Bounce-Rates in einem bestimmten Trichter zu bestimmen. Es lässt sich betrachten, wie viele Benutzer es tatsächlich bis zum Ende des Trichters schaffen, um beispielsweise einen Kauf zu tätigen oder sich zu registrieren, im Vergleich zur Anzahl der Abbrüche im Pfad.
Durch die kontinuierliche Überwachung und Analyse von Trichtern ist es möglich zu beurteilen, ob sich Änderungen an einer Anwendung oder Plattform positiv auf die Konversionsraten auswirken. Beispielsweise könnte man feststellen, dass nur 10 % der Nutzer, die auf eine Plattform kommen und in den Registrierungstrichter eintreten, das Ziel der Registrierung tatsächlich erreichen. Mit der Konversionspfad-Analyse ist es dann möglich, Einstellungen oder Merkmale innerhalb des Trichters zu optimieren. Ebenfalls kann die Erfolgsrate einer Marketingkampagne bestimmen werden, indem ein Trichter überwacht wird, der die Benutzer vom ersten Ereignis bis zum Kauf eines Produkts führt.
Die Konversionspfad-Analyse hilft dabei, den Punkt zu bestimmen, an dem die Benutzer abbrechen. Der nächste Schritt besteht darin, die Gründe für den Abbruch zu verstehen und damit die Gesamtkonversion zu erhöhen.

## Branchen für die Konversionspfad-Analyse
- E-Commerce & Einzelhandel (Kunden dazu bringen, mehr Produkte zu kaufen)
- Online-Gaming (Reduzierung der Abwanderung und Steigerung der Konversionsraten)
- Mobile Apps (Längere Nutzdauer zu schaffen)